# 氟-18
氟-18（18F）是氟的放射性同位素，在自然界中相當罕見。它的原子质量为 18.0009380(6) u ，半衰期為 109.771(20) 分钟。它有97%的概率会以正电子发射進行衰變，也有3%的概率以电子捕获來完成。两种衰变方式都会产生氧-18。
氟-18是正电子的良好来源，因此是正子斷層造影中最常用的同位素。

## 制备
氟-18常見的形式有氟氣及水溶液兩種，它們的製備工序及化學性質都不相同，兩者間的化學性質差異可能會影響到後續的放射性藥品合成。氟氣非常活躍，與許多基底物一接觸就會爆炸。故合成時，必須在低溫條件下，再以稀有气体稀釋再開始反應。醫學上通常在氖气中將其稀釋至0.1% 濃度。儘管如此，反應仍會在一瞬間完成，並造出大量副產物，基底物亦會被氧化破壞。目前只有少數放射性藥品仍會選用氟氣合成，如18F-FDOPA。
水溶液合成被發明後，已在大部分情景取代了氟氣合成。這條路線以親核反應為基礎，較為溫和，故可以與複雜精巧的藥品合成而不會將其破壞。目前最重要的正電子藥品氟代脱氧葡萄糖（FDG）正是以此方法合成，需時30分鐘，產率有50%。

### 水溶液製備
現今在核医学中用到的氟-18都是人工製造的水溶液。方法是利用迴旋加速器或直線加速器，將高能量（約18MeV）質子轰击纯水或浓缩的重氧水（又稱18O水），可製出含有氟-18陰離子的水溶液。溶液立即與其他藥品（如甘露糖）進行化學反應，合成出所需的放射性药物。放射性药物不能通過將藥品與[18O]結合來製造，因為轟擊[18O]時所用到的高能量質子束會同時破壞掉藥品的化學結構。因此，製造含有氟-18的放射性药物時，只能先生产氟-18，再合成含氟药物。

### 氣體製備
製備氟氣的方法則有兩種。第一，用高能量（40 MeV以上）的氘核轰击含有0.1-0.2%氟氣雜質的高壓（約25巴）氖气，可以制备出含氟-18的氟气。這是第一種被發明的氟-18製備方法，於1980年代面世，於1990年已十分常用。该方法产率約有一至兩成。由於氖有多種同位素，轰击產物有十多種，處理不便。
另一種合成方法是以含有氧-18的氧气为目标，在氪气中用11 MeV质子轰击，也可以得到含氟-18的氟气。本方法適合只能操作質子的舊式迴旋加速器。本方法可細分為兩部分：首先，以镍為基底，用質子轰击加壓的98% 氧-18氣體，可產生黏著在镍上的氟-18，可在低溫條件下收集。第二步則將1%的氟氣及99%的氪气混合物短暫轰向镍，通過同位素交換將氟-18置換出來。本方法的產率約有50%。如改用氟氣及氖气的混合物，則產率有25%。但因氟氣過於活躍，經常與基底物發生反應，故需用同位素交換將氟-18置換出來，降低了反應產率。此外，若氧气標靶有一星期以前未經使用，產率將大幅下跌。

## 化学性质
由於氟-18 的電負性及空间位阻與羟基相似，它可以替代母体分子中的羟基，合成為放射性追踪剂。例子包括氟代脱氧葡萄糖（18F-FDG）。它可以替代羟基的原因是它们的物理性质类似。然而，由於氟-18的极性與羟基相反，這可能會影響到部分化學反應的進行。

## 应用
氟-18是正电子发射计算机断层扫描（PET）自發展早期（1960年代）就開始使用的核素之一。其主要優勢是半衰期適中（約2小時），對人體長遠影響較少，但仍有足夠時間進行後續的藥物合成步驟及運輸到其他醫院；以及所發射的正电子動能較低，故在體內的移動路徑較短，造成的影像定位失真較輕微。此外，在化學層面上，碳-氟鍵相當穩定，氟-18很少從放射性药物中分解，故不會污染其他正常的器官。與其他卤素如碘相比，氟擁有較小的离子半径，讓它可以模擬成人體已有的分子，參與生物反應。至今，氟-18依然是大多數正电子扫描所使用的核素。
放射性示踪剂的機理可以分為以下數種：模擬成骨頭所需的礦物質、模擬成熱量的提供物、模擬成磷脂、蛋白質、DNA合成所需的原材料、參與配體反應、或是針對某種疾病而特製的分子影像試劑。氟-18於上述各類的示踪剂中均有應用。
氟化钠於1972年獲美国食品药品监督管理局批准用於骨骼成像，是第一批獲准使用的放射性示踪剂。骨頭的主要成分羥磷灰石本身就含有少量氟離子，故氟-18可借此途徑進入骨頭。經靜脈注射後，氟化钠迅速從血液中進入骨頭，短時間內即可產生骨骼背景對比值很高的影像。氟化钠造影可以判斷成骨性及蝕骨性的腫瘤遠端轉移，效果比傳統的Tc99m-MDP要準確。
氟代脱氧葡萄糖 (FDG)則模擬成葡萄糖，引誘細胞將其吸收。FDG的結構與葡萄糖極為相似，但其中 18F 取代了一个氢氧基。葡萄糖載體蛋白將FDG運輸進入細胞後，由於FDG並非葡萄糖，無法被分解，故會在細胞內積存。利用此項特性，可以偵測出體內大量消耗葡萄糖的身體部分。FDG被廣泛用於偵測心臟肌肉活性、發炎部位、腫瘤等。由於FDG的吸收量與腫瘤的增生速度有密切關係，它亦被用於腫瘤分級。
在磷脂合成時需要大量胆碱，故將氟-18與胆碱合成，則可讓氟-18參與磷脂合成。採用此方法的示踪剂包括18F-FMC、18F-FECh等。癌細胞的增生需要大量磷脂來製造細胞膜，所以本類藥物能偵測出癌細胞活躍的部位。目前18F-FMC主要用於前列腺癌的監察。
蛋白質合成則以氨基酸為材料，故18F-FET、18F-DOPA等示踪剂則是將氟-18標記到氨基酸上，讓示踪剂參與蛋白質合成。本方法常用於脑肿瘤、神經內分泌腫瘤的造影，以至偵測帕金森氏症相關的神經元退化。
同樣地，在DNA合成時，細胞外的核苷會經由补救途径進入細胞參與合成，故將氟-18標記到胸苷上，示踪剂就可進入細胞參與DNA合成。採用此方法的示踪剂包括18F-FLT。由於癌細胞增生時會合成大量新的DNA，DNA合成速度，以至18F-FLT的細胞內濃度都可以用作反映癌細胞的增生速度。目前18F-FLT主要用於監察治療癌症的成效。
有部分示踪剂則利用荷爾蒙與受体結合的特性，將氟-18標記到荷爾蒙上。採用此方法的氟-18示踪剂包括：仿造雌激素的18F-FES、仿造雄激素的18F-FDHT、含氟-18標記的攝護腺特異性膜抗原（18F-DCFBC）等等
。
在分子影像試劑方面，示踪剂則針對某種疾病的特性，與其某部分的產物結合，從而偵測出該種疾病。例如Vizamyl能與阿茲海默症產生的類澱粉蛋白結合，有助診斷輕微的阿茲海默症。氟咪唑則只會停留在缺乏氧氣的細胞內，正常細胞則會將它重新氧化並排出細胞外。由於癌細胞經常缺氧，這項特性可用於偵測缺氧的癌細胞。其他正在研究的分子影像試劑包括仿造胱天蛋白酶的18F-CP18、仿造整合素αVβ3的氟-18标记多肽等等。
此外，亦有研究嘗試將氟-18標記到抗体上，與癌症抗原結合來偵測癌細胞 。